# Dünnblättriger Nacktfarn
Der Dünnblättrige Nacktfarn (Anogramma leptophylla) ist eine Pflanzenart aus der Gattung der Nacktfarne (Anogramma) innerhalb der Familie der Saumfarngewächse (Pteridaceae).

## Beschreibung

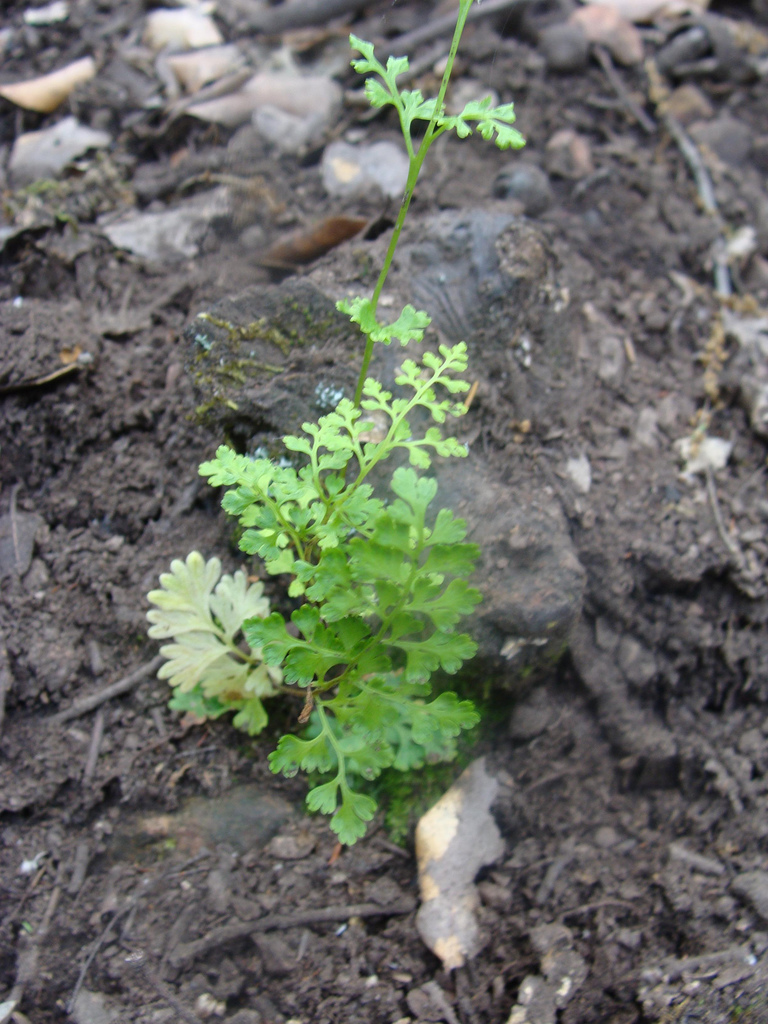
Habitus

Herbarbogen

Der Dünnblättrige Nacktfarn ist eine krautige Pflanze, die einen ein- bis zweijährigen Sporophyten und einen ausdauernden Gametophyten besitzt. Der Sporophyt erreicht Wuchshöhen von 3 bis zu 25 Zentimetern.
Die Blätter stehen dicht büschelig und sind nur ganz jung behaart, später kahl. Der Wedelstiel ist so lang oder länger als die Spreite; er ist glänzend, im unteren Teil dunkel, im oberen hell rötlich-braun. Die Blattspreiten der sind sehr verschieden; an den äußeren Wedeln sind die Abschnitte rundlich-nierenförmig und handförmig eingeschnitten; sie sind steril. Die äußeren Wedel sind viel kürzer als die fertilen inneren. An den mittleren Wedeln sind die Abschnitte eiförmig, an Grunde manchmal herzförmig und die Spreite ist einfach bis doppelt gefiedert mit schmaleren Abschnitten. Bei den größten Wedeln ist die Spreite dreifach gefiedert und die Abschnitte sind länglich-lanzettlich und stumpf. Bei diesen Wedeln stehen auf jeder Seite bis zu sieben Fiedern. Die unteren Fiedern sind gestielt. Die letzten Abschnitte sind meist keilförmig verkehrt-eiförmig, gelappt, eingeschnitten gekerbt oder gesägt.
Die Sori entwickeln sich nahe der Nerven und in Randnähe, ein Indusium fehlt. Die Sporenreife ist im Mai und Juni.
Die Chromosomenzahl beträgt 2n = 26, 58 oder 112–114.

## Ökologie
Der Sporophyt des Dünnblättrigen Nacktfarns ist überwinternd einjährig. Sein Prothallium aber stirbt nicht frühzeitig ab, sondern überdauert die trockene Sommerzeit als eingezogenes Knöllchen. Die zarten Wedel des Sporophyten erscheinen erst in der nächsten Regenzeit und verdorren nach der Sporenreife im Mai oder Juni.

## Vorkommen
Der Dünnblättrige Nacktfarn ist auf der Welt weitverbreitet, aber mit disjunktem Areal. Das Verbreitungsgebiet reicht vom südlichen Nordamerika über Zentralamerika sowie auf Karibischen Inseln bis zur Westseite Südamerikas und umfasst Südafrika, Ostafrika, das südöstliche Australien, Neuseeland, wenige Gebiete in Südasien, dazu der Mittelmeerraum, Westeuropa (nördlich bis zu den Kanalinseln), die Azoren, Kanaren, Madeira und die Kapverden. In Mitteleuropa kommt der Dünnblättrige Nacktfarn nur in der Südschweiz und in Norditalien vor. Der höchste Standort in den Alpen findet sich bei Branson im Wallis in einer Höhenlage von etwa 1060 Meter.
Der Dünnblättrige Nacktfarn ist eine Schattenpflanze; er ist frostempfindlich. Er gedeiht im Mittelmeerraum an feuchten und schattigen Felsen und Abhängen an vor Frost geschützten Stellen, unter Hecken, in Hohlwegen. Er meidet Kalksteingebiete.
Die ökologischen Zeigerwerte nach Landolt & al. 2010 sind nach InfoFlora in der Schweiz: Feuchtezahl F = 2w (mäßig trocken aber mäßig wechselnd), Lichtzahl L = 3 (halbschattig), Reaktionszahl R = 4 (neutral bis basisch), Temperaturzahl T = 4+ (warm-kollin), Nährstoffzahl N = 1 (sehr nährstoffarm), Kontinentalitätszahl K = 1 (ozeanisch).

## Taxonomie
Die Erstveröffentlichung erfolgte 1753 unter dem Namen (Basionym) Polypodium leptophyllum durch Carl von Linné in Species Plantarum, 2, Seite 1092. Die Neukombination zu Anogramma leptophylla (L.) Link wurde 1841 durch Heinrich Friedrich Link in Filicum Species, Seite 137 veröffentlicht. Weitere Synonyme für Anogramma leptophylla (L.) Link sind: Gymnogramme leptophylla (L.) Desv., Grammitis leptophylla (L.) Sw., Acrostichum leptophyllum (L.) DC.